# Keniaans curlingteam (gemengd)
Het Keniaans curlingteam vertegenwoordigt Kenia in internationale curlingwedstrijden.

## Geschiedenis
De Keniaanse Curlingfederatie werd in 2021 opgericht. Het nationale team (gemengd) debuteerde in 2024 op het mondiale curlingtoneel tijdens de achtste editie van het wereldkampioenschap voor gemengde landenteams. De Kenianen werden vertegenwoordigd door een team onder leiding van skip Daniel Odhiambo. Kenia eindigde als negenendertigste en laatste.

## Kenia op het wereldkampioenschap
| Jaar | Plaats        | Skip            | WG            | W             | V             | PV            | PT            |
| ---- | ------------- | --------------- | ------------- | ------------- | ------------- | ------------- | ------------- |
| 2015 | Geen deelname | Geen deelname   | Geen deelname | Geen deelname | Geen deelname | Geen deelname | Geen deelname |
| 2016 | Geen deelname | Geen deelname   | Geen deelname | Geen deelname | Geen deelname | Geen deelname | Geen deelname |
| 2017 | Geen deelname | Geen deelname   | Geen deelname | Geen deelname | Geen deelname | Geen deelname | Geen deelname |
| 2018 | Geen deelname | Geen deelname   | Geen deelname | Geen deelname | Geen deelname | Geen deelname | Geen deelname |
| 2019 | Geen deelname | Geen deelname   | Geen deelname | Geen deelname | Geen deelname | Geen deelname | Geen deelname |
| 2022 | Geen deelname | Geen deelname   | Geen deelname | Geen deelname | Geen deelname | Geen deelname | Geen deelname |
| 2023 | Geen deelname | Geen deelname   | Geen deelname | Geen deelname | Geen deelname | Geen deelname | Geen deelname |
| 2024 | 39            | Daniel Odhiambo | 7             | 0             | 7             | 8             | 101           |